# Violinkonzert (Britten)
Sein Violinkonzert in d-Moll op. 15 hat Benjamin Britten 1939 kurz nach seiner Überfahrt in die Vereinigten Staaten geschrieben.  Es wurde am 29. März 1940 in New York von John Barbirolli und den New Yorker Philharmonikern mit Antonio Brosa als Solist uraufgeführt.
Eine überarbeitete Fassung des Konzerts erschien 1951. Sie wurde von Bronisław Gimpel und dem Royal Philharmonic Orchestra unter Thomas Beecham uraufgeführt.

## Satzbezeichnungen
1. Satz: Moderato con moto
2. Satz: Vivace
3. Satz: Passacaglia: Andante lento

## Aufnahmen
- English Chamber Orchestra unter Benjamin Britten, Solist: Mark Lubotsky, 1971.  Britten äußerte dazu: This is the performance I have been waiting for
- Bournemouth Symphony Orchestra unter Paavo Berglund, Solist: Ida Haendel, 1977.
- London Symphony Orchestra unter Mstislaw Rostropowitsch, Solist: Maxim Vengerov, 2003.
- BBC Symphony Orchestra unter Paul Watkins, Solist: Daniel Hope, 2004.
- Warsaw Philharmonic Orchestra unter Witold Rowicki, Solistin: Wanda Wilkomirska, 1967, Orchestral Concert CDs, CD12/2011
- London Symphony Orchestra unter Paavo Järvi, Solistin: Janine Jansen, 2009
- Frankfurt Radio Symphony Orchestra unter James Gaffigan, Solistin: Vilde Frang, 2016